# 松平親忠 (形原松平家)
松平 親忠（まつだいら ちかただ）は、戦国時代の武将。佐渡守。三河国形原城主。形原松平家3代当主。

## 略歴
2代当主・松平貞副の子として誕生。幼名は弥太郎。
松平清康に仕えたが、天文4年（1535年）尾張国守山城での清康の殺害後、嫡子・家広の妻として水野忠政の娘・於丈の方（於上の方）を迎えるなど、西三河へ勢力を拡大する織田方との接近を図った。
天文10年（1541年）には東条城主・吉良義昭を攻めており、この時期には岡崎の松平広忠と同様、織田方への協力を余儀なくされた。

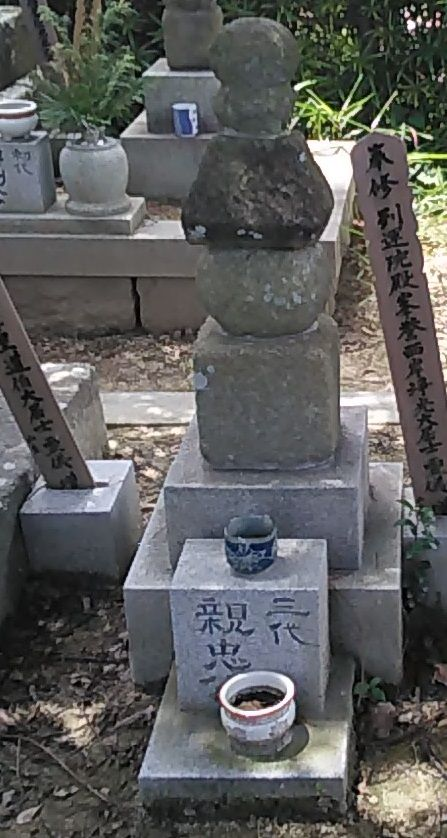
松平親忠の墓(蒲郡市光忠寺)

墓所は愛知県蒲郡市西浦町北馬場の光忠寺。法名は到運院殿峯誉西岸浄光。